# Epinotia obraztsovi
Epinotia obraztsovi is een vlinder uit de familie bladrollers (Tortricidae). De wetenschappelijke naam is voor het eerst geldig gepubliceerd in 1966 door Agenjo.
De soort komt voor in Europa.